# Jacques de Lévis, hrabě de Caylus
Jacques de Lévis, hrabě de Caylus (1554 – 29. května 1578) byl jedním z tzv. mignons krále Jindřicha III. Francouzského.

## Život
Jacques de Lévis byl synem lorda Antoina de Levédis, od roku 1568 senešala a pozdějšího guvernéra provincie Rouergue. Ta byla součástí území patřících tradičně vévodovi z Anjou.
Jako osmnáctiletý se v roce 1572 seznámil s vévodou Jindřichem z Anjou, budoucím králem Jindřichem III., když mu doručoval dopis od svého otce týkající se strategických míst držených protestanty v Rouergue. Roku 1573 se pod jeho velením účastnil obléhání pevnosti La Rochelle a v následujícím roce se s ním vydal do Polska. Po návratu zaujal místo u jeho dvora, získal tehdy pozici vrchního pohárníka. Když došlo roku 1575 k bitvě u Dormans, bojoval v ní pod velením Guillauma de Hautemer-Fervacques. O dva roky později ho v nedalekém Hiers-Brouage zajali hugenoti. Propuštěn byl o tři měsíce později, poté co došlo k podpisu mírové dohody mezi katolíky a protestanty a k zaplacení výkupného.
Během duelu 27. dubna 1578 utržil devatenáct ran mečem. Zemřel o měsíc později, 29. května, na následky zranění. V té době mu již král Jindřich nechal vybudovat nákladný náhrobek s nápisem Non injuriam, sed mortem, patienter tulit. (Raději strpěl smrt, nežli urážku.)